# Джесика Капшоу
Джесика Брук Капшоу (на английски: Jessica Brooke Capshaw, родена на 9 август 1976 г.) е американска актриса. Известна е с ролите си на Джейми Стрингър в „Адвокатите“ и д-р Аризона Робинс в „Анатомията на Грей“.

## Биография
Джесика Капшоу е родена на 9 август 1976 г. в гр. Кълъмбия, щата Мисури. Майка ѝ е известната актриса и продуцент Кейт Капшоу, а баща ѝ, Робърт Капшоу е търговски директор. Родителите на Джесика се развеждат, когато тя е на три години. Джесика е доведена дъщеря на Стивън Спилбърг, за когото майка ѝ се омъжва на 12 октомври 1991 г.
Джесика Капшоу завършва Harvard-Westlake School през 1994 г. и Университета „Браун“ през 1998 г. със степен бакалавър по английска литература. После взима уроци по актьорско майсторство в Кралската академия за драматични изкуства в Лондон.